# Hesperosuchus
Hesperosuchus är ett utdött släkte av kräldjur innehållande en enda art, Hesperosuchus agilis. Kvarlevor från denna art har grävts fram från övre trias (karn) i Arizona och New Mexico. På grund av strukturella likheter av dess skalle och hals, och på grund av att dess ben att var ihåliga, trodde man tidigare att Hesperosuchus var en föregångare till senare carnosaurier, men senare fyndigheter och forskning har ny bevisat att Hesperosuchus är närmare släkt med krokodildjur än dinosaurier.